# Gruczoły zewnątrzwydzielnicze
Gruczoły zewnątrzwydzielnicze – rodzaj gruczołów, który ma stały kontakt z powierzchnią nabłonka poprzez przewody wyprowadzające. Taki rodzaj gruczołów utworzony jest poprzez odcinki wydzielnicze, przewody wyprowadzające oraz tkankę łączną odżywiającą gruczoły. Dzieli się je ze względu na
- rodzaj układu wyprowadzających
  - Gruczoły proste – bez przewodu wyprowadzającego lub z jednym.
  - Gruczoły złożone – z większą ilością przewodów wyprowadzających.
- kształt odcinków wydzielniczych
  - Gruczoły cewkowe – o kształcie cewki
  - Gruczoły pęcherzykowe – o kształcie pęcherzyka
  - Gruczoły cewkowo-pęcherzykowe – o kształcie cewki i pęcherzyka
  - Gruczoły kłębkowate – o kształcie kłębka
- rodzaj produkowanej wydzieliny
  - Gruczoły produkujące wydzielinę surowiczą
  - Gruczoły produkujące wydzielinę śluzową
  - Gruczoły mieszane produkujące oba typy wydzielin
- mechanizm wydzielania
  - Gruczoły apokrynowe
  - Gruczoły merokrynowe
  - Gruczoły holokrynowe